# Präpositionaler Akkusativ
Der präpositionale Akkusativ (manchmal auch „Differentielle Objektmarkierung“ genannt) ist ein Phänomen, das vor allem in den romanischen Sprachen und asiatischen Sprachen zu finden ist. Es handelt sich dabei um die Markierung des direkten Objektes (in der Kasusterminologie Akkusativ) durch eine Präposition.
Die Setzung der Präposition ist allerdings nur semantisch motiviert, das heißt, sie hängt von der Bedeutung des darauffolgenden Nomens ab (deshalb wird der präpositionale Akkusativ auch manchmal „differentielle Objektmarkierung“ genannt). Benennt dieses ein belebtes Objekt, so wird der präpositionale Akkusativ gesetzt. Die Merkmale konkret und definit spielen ebenfalls eine Rolle (vgl. untenstehende Beispiele).
Der präpositionale Akkusativ ist in folgenden romanischen Sprachen grammatikalisiert: Spanisch, Sardisch, Rumänisch, Portugiesisch. Er ist häufig in süditalienischen Dialekten wie auch im Bündnerromanisch des Engadin, kommt sonst aber auch in den meisten romanischen Populärsprachen vor. Man nimmt an, dass im Mittelalter alle romanischen Sprachen auf derselben Entwicklungsstufe standen und diese sich im Lauf der Jahrhunderte unterschiedlich weit davon entfernt haben. So findet sich unter gewissen syntaktischen Bedingungen auch im Portugiesischen, im français populaire, im italiano popolare, im Gaskognischen, im Katalanischen und im Okzitanischen ein präpositionaler Akkusativ (meist bei Pronomen: italiano popolare: ti aiuto a te („ich helfe dir“) statt standarditalienischem ti aiuto oder auch im français populaire: il nous aide à nous („er hilft uns“, wörtlich „er uns hilft zu uns“) statt standardfranzösischem il nous aide).

## Beispiele
- Objekt belebt und menschlich:

- Deutsch Ich sehe Johannes
- Spanisch Veo a Juan (wörtl. „ich sehe zu Johannes“)
- Sardisch Bìdo a Juanne
- Rumänisch îl văd pe Ion

- Ist das Objekt nicht belebt, steht der präpositionale Akkusativ nicht:

- Deutsch Ich sehe das Haus
- Spanisch Veo la casa
- Sardisch Bìdo sa domo
- Rumänisch Văd casa

- Im Portugiesischen wird der präpositionale Akkusativ verwendet, um die Klarheit der Sätze mit dem direkten Objekt vor dem Verb (umgekehrter Reihenfolge des Satzes) zu gewährleisten:

- Deutsch Den Arzt täuschen sie nicht
- Portugiesisch Ao médico é que não enganam